# 廉宝生
廉宝生（台湾称名字为廉保生）（1938年4月—1965年11月11日），中国天津宁河人，中華人民共和国空軍飞机通信员，1965年隨機被挟持到台湾后自杀，先后被两岸政府分别认定为“反共义士”和“革命烈士”。

## 介绍
廉宝生1956年入伍，1959年10月加入中国共产党。入伍后曾任坦克独立二团战士，坦克一师二团驾驶员，空军第一航空预备学校学员，空军第16航空学校学员，空8师22团通信射击员。1964年被授予中尉军衔，荣立三等功一次。
1965年11月11日，在浙江笕桥机场，廉宝生在第22轰炸机团的伊爾-28轟炸機进行飞行训练中担任通信员兼机炮手，在训练中驾驶员李显斌趁机投奔台湾，结果飞机偏离跑道，机尾着地，飞机上的李显斌、领航员李才旺受伤被抬出机舱，廉宝生当场身亡。台湾方面宣称三人因不满中国大陆投奔台湾，是“反共义士”，而廉宝生是在降落时发生意外导致伤重不治。
李才旺1975年退伍后于1976年移民美国。1983年，他回国时在上海召开记者会，称他与廉宝生是被李显斌挟持，并非自愿。1988年，李显斌向台湾当局提出当年驾机投诚事件完全是他一人所为，李才旺和廉宝生都是被协迫而来，当时之所以说是三个人，完全是政治宣传的需要。李才旺根本不愿意参与宣传活动，到后来几乎没有参与。而廉宝生发现降落地点是台湾、且四周都是荷枪实弹的士兵后举枪自尽。其遂以“为什么要让两个根本不愿意投诚的人也分上一杯羹”的理由向台湾当局提出，当时向他们三人奖励的4,000两黄金应该由他一人独得。
由于真相被逐渐揭开，加上廉宝生家属的多年申诉，解放军空军党委于1988年11月批准为其平反，按遇到无法抗拒的意外事故死亡对待，定为因公牺牲军人。1993年2月13日，解放军空军第十军政治部批复，追认廉宝生为革命烈士。
2016年9月28日，廉宝生的骨灰由解放军空军8名礼兵及亲属带回家乡。

## 纪念
廉宝生虽然被中華民國政府稱为“反共义士”，但始终未将他入祀“忠烈祠”或碧潭空军公墓，而是将其葬在大园公墓，墓碑有“反共义士”字样，但欠缺维护。